# Куэртен, Густаво
Густа́во Куэрте́н (порт. Gustavo Kuerten, род. 10 сентября 1976, Флорианополис) — бразильский профессиональный теннисист, бывшая первая ракетка мира. Профессионал с 1995 года. Прозвище — «Гуга».
- Трёхкратный победитель Открытого чемпионата Франции (1997, 2000, 2001) в одиночном разряде
- Победитель Кубка Мастерс (2000).
- Победитель 20 турниров АТР в одиночном и восьми в парном разряде
- Кавалер Креста спортивных заслуг (2010)
- Лауреат премии «Чемпион во имя мира» (2011)[1]
- Член Международного зала теннисной славы (2012)

## Биография
Густаво Куэртен потерял отца, Альдо, в 1985 году, когда ему было девять лет. Альдо скончался, когда судил юниорский теннисный матч. Младший брат Густаво, Гильерми, больной церебральным параличом, умер в 2007 году. Мать Густаво, Алиса, и старший брат Рафаэл помогают Густаво в его деловых и благотворительных инициативах.
Густаво Куэртен долгое время занимается благотворительной и общественной деятельностью. Уже в 1998 году он был избран председателем Благотворительного фонда Ассоциации теннисистов-профессионалов (АТР), а в августе 2000 года создал Институт Густаво Куэртена, целью которого стала помощь инвалидам; председателем новой организации стала его мать. В 2001 году Густаво был удостоен премии ЮНЕСКО, а в 2003 году — награды ATP «За человечность и благотворительность». В 2004 году он был награждён почётной медалью ордена Спортивных заслуг Бразилии, а в 2010 году стал кавалером креста этого ордена — высшей спортивной награды Бразилии.
В 2005 году Куэртен начал выпуск одежды под маркой Guga Kuerten, а в 2009 году поступил в Университет штата Санта-Катарина на театральное отделение. Он увлекается сёрфингом, его спортивные кумиры — Пеле и Айртон Сенна. Куэртен, которому было доверено нести олимпийский факел в Рио-де-Жанейро в 2004 году, был затем вместе с Пеле одной из ключевых фигур в избрании этого города столицей Олимпийских игр 2016 года.

## Спортивная карьера

### Начало карьеры
Родители Густаво Куэртена начали играть с ним в теннис, когда мальчику было шесть лет. В 1994 году Куэртен выиграл юношеский Открытый чемпионат Франции в паре с эквадорцем Николасом Лапентти. В следующем году он начал профессиональную карьеру, уже в феврале попав в Мендосе (Аргентина) в свой первый финал турнира класса ATP Challenger в парном разряде. В июне в Медельине он повторил этот результат уже в одиночном разряде. В феврале 1996 года в Пунта-дель-Эсте (Уругвай) он завоевал свой первый титул в «челленджерах» в паре с другим бразильцем Жайми Онсинсом. До конца сезона он ещё дважды побеждал в «челленджерах» в парном разряде, а в ноябре в Кампинасе (Бразилия) добился победы и в одиночном. Также в ноябре, на турнире в Сантьяго (Чили), он завоевал в паре с Фернанду Мелигени свой первый титул в турнирах АТР. Уже в феврале он был впервые приглашён в сборную Бразилии на матчи Американской группы Кубка Дэвиса и принёс команде три очка из трёх возможных в играх с соперниками из Чили и Венесуэлы, а в сентябре практически в одиночку разгромил австрийскую сборную в переходном матче за право выступать на будущий год в Мировой группе. По ходу сезона он несколько раз побеждал занимающих высокие места в рейтинге соперников, в том числе 21-ю ракетку мира Альберто Берасатеги в турнире АТР в Умаге и 22-ю ракетку мира Карлоса Мойю в «челленджере» в Граце, и окончил год в числе ста лучших теннисистов мира.

### Годы в элите
| Рейтинг в конце года           | Рейтинг в конце года | Рейтинг в конце года | Рейтинг в конце года | Рейтинг в конце года |
| ------------------------------ | -------------------- | -------------------- | -------------------- | -------------------- |
| 1995                           |                      |                      | 188                  |                      |
| 1996                           |                      |                      | 88                   |                      |
| 1997                           |                      |                      | 14                   |                      |
| 1998                           |                      |                      | 23                   |                      |
| 1999                           |                      |                      | 5                    |                      |
| 2000                           |                      |                      | 1                    |                      |
| 2001                           |                      |                      | 2                    |                      |
| 2002                           |                      |                      | 37                   |                      |
| 2003                           |                      |                      | 16                   |                      |
| 2004                           |                      |                      | 40                   |                      |
| источник: Рейтинг на сайте АТР |                      |                      |                      |                      |

В начале 1997 года Куэртен добился побед сначала над Андре Агасси, всего два года назад возглавлявшим рейтинг, а на момент их встречи занимавшим в нём 14-е место, а затем над десятой ракеткой мира Уэйном Феррейрой. К Открытому чемпионату Франции он подошёл, находясь на 66-й позиции в рейтинге, и преподнёс сенсацию: обыграв пять посеянных соперников, включая чемпионов четырёх последних лет — Томаса Мустера в 3 круге, Евгения Кафельникова в четвертьфинале (соответственно, пятого и третьего теннисистов в мире) и Серхи Бругеру в финале, — он стал чемпионом турнира Большого шлема, до этого ни разу не победив в одиночных турнирах АТР. По словам бразильца, секрет его успеха был в том, что он наслаждался игрой, как на тренировках. Эта победа подняла его в рейтинге сразу на 15-е место, а после выхода в финал турнира АТР высшей категории в Монреале он впервые вошёл в первую десятку сильнейших игроков мира. В парном разряде его успехи были скромнее, но тем не менее он выиграл в паре с Мелигени три турнира АТР, в том числе турнир категории Gold в Штутгарте. По пути к победе в Штутгарте они обыграли одну из сильнейших пар мира — Евгения Кафельникова и Андрея Ольховского. В сентябре Куэртен, как победитель Открытого чемпионата Франции, был приглашён участвовать в розыгрыше Кубка Большого шлема — итоговом турнире года по версии ITF, — но в первом же круге проиграл чеху Петру Корде. Сезон он закончил на 14-м месте в одиночном рейтинге и на 58-м месте в парном.
В 1998 году Куэртену не удалось повторить прошлогоднего достижения в Открытом чемпионате Франции. Он проиграл уже во втором круге юному Марату Сафину — на тот момент 116-му в мире. Позже, однако, он сумел выиграть два турнира менее высокого уровня и три раза побеждал соперников из первой десятки рейтинга — Марсело Риоса и дважды Карлоса Мойю, — уверенно сохранив место в Top-50 рейтинга. В паре с Мелигени он также выиграл один турнир в парном разряде — в Гштаде (Швейцария), где они уже в первом круге обыграли сильную американскую пару Джонсон—Монтана.
В марте 1999 года в Индиан-Уэллс Куэртен снова обыграл за один турнир двоих соперников из первой десятки рейтинга — Кафельникова и Рихарда Крайчека, — прежде чем проиграть Мойе. После этого турнира он вернулся в число 20 сильнейших игроков мира. В апреле-мае он сначала вывел сборную Бразилии в четвертьфинал Мировой группы, одержав три победы в трёх играх с соперниками из Испании (в том числе в поединках с игроками первой десятки Мойей и Алексом Корретхой), а затем выиграл грунтовые турниры высшей категории в Монте-Карло и Риме. В Риме ему удалось победить сразу троих соперников из первой десятки, в том числе Кафельникова, к тому моменту возглавившего иерархию сильнейших теннисистов планеты, и к Открытому чемпионату Франции он подошёл уже на восьмом месте в рейтинге. Как во Франции, так и на Уимблдонском турнире, проходившем менее чем через месяц, он добрался всего лишь до четвертьфинала, не победив никого из соседей по рейтингу, но этого хватило, чтобы переместиться с восьмого места на пятое. В конце сезона он принял участие в Кубке Большого шлема и Кубке Мастерс — обоих итоговых турнирах года. Однако в Кубке Большого шлема он сразу же проиграл будущему победителю Грегу Руседскому, а в Кубке Мастерс на хардовом покрытии сумел выиграть только одну из трёх встреч на групповом этапе (у своего давнего партнёра Николаса Лапентти) и в полуфинал не прошёл. Тем не менее по итогам сезона он был признан в Бразилии «спортсменом года».
В марте 2000 года на хардовом турнире высшей категории в Майами Куэртен победил в полуфинале первую ракетку мира Андре Агасси, но в финале проиграл Питу Сампрасу, занимавшему в рейтинге вторую строчку. После этого он дошёл до финала в двух грунтовых турнирах высшей категории, один из которых — Hamburg Masters — выиграл. На Открытом чемпионате Франции он выступал в ранге пятой ракетки мира и во второй раз за карьеру добился на нём победы, обыграв в четвертьфинале и финале Евгения Кафельникова и Магнуса Нормана, занимавших в рейтинге строчки непосредственно над ним. К середине августа он передвинулся в рейтинге уже на вторую позицию после того, как на харде дошел до полуфинала в Цинциннати, а затем в Индианаполисе обыграл в финале Марата Сафина, завоевав свой первый титул на харде и значительно повысив шансы на титул первой ракетки мира по итогам года. Но на Открытом чемпионате США бразилец проиграл уже в первом круге, а на Олимпиаде в Сиднее, где он был одним из главных фаворитов, уступил в четвертьфинале Кафельникову, завоевавшему в итоге золотую медаль. Несмотря на эти осечки, Куэртен в конце года второй раз подряд принял участие в Кубке Мастерс, проходившем в этот год в Лиссабоне. Проиграв стартовый матч группового этапа Агасси, он выиграл две оставшихся встречи в группе, а затем также полуфинал и финал. Победив в полуфинале Сампраса, а в финале Агасси, Куэртен вошёл в историю как единственный игрок, которому удалось обыграть этих двоих соперников в завершающих раундах одного турнира. Если бы финал выиграл Агасси, первой ракеткой мира по итогам года стал бы Марат Сафин, но, победив, Куэртен вернулся на первое место в рейтинге ATP, сменив Сафина на этой позиции. Блестяще проведённый сезон принёс ему второе подряд звание «спортсмена года» в Бразилии. Помимо личных успехов, он сумел также вывести команду Бразилии в полуфинал Кубка Дэвиса, выиграв четыре из шести своих игр в домашних матчах с Францией и Словакией, но в полуфинале бразильцы не сумели ничего противопоставить австралийцам на травяных кортах Брисбена.
После поражения во втором круге Открытого чемпионата Австралии от Руседского, занимавшего к тому моменту в рейтинге только 65-е место, Куэртен вернул место во главе всемирной теннисной иерархии Сафину. Однако в феврале, выиграв грунтовый турнир в Буэнос-Айресе, где кроме него подобрался достаточно средний состав, он во второй раз занял первое место в рейтинге. Он вновь потерял лидирующую позицию после проигрыша Томасу Юханссону в третьем круге в Майами, но уже в начале мая, выиграв турнир в Монте-Карло, в третий раз вернулся на неё и теперь уже задержался там надолго. В июне он в третий раз за карьеру и во второй раз подряд одержал победу в Открытом чемпионате Франции (как и в 1997 и в 2000 году, Куэртен завоевал титул, после победы в четвертьфинале над Евгением Кафельниковым). Он продолжил победную серию в Штутгарте и довёл её до 16 побед, прежде чем проиграть в полуфинале турнира в Лос-Анджелесе будущему победителю Агасси — на тот момент третьему в мире. До конца сезона он также победил в турнире высшей категории в Цинциннати и дошёл до финала в Индианаполисе и до четвертьфинала на Открытом чемпионате США.
Однако конец сезона бразилец провёл слабо: после Открытого чемпионата США он выиграл всего один матч. К Кубку Мастерс в Сиднее Куэртен подошёл по-прежнему в ранге первой ракетки мира, но, проиграв все три встречи на групповом этапе, третий раз за сезон уступил первое место в рейтинге, на сей раз уже не Сафину, а Ллейтону Хьюитту, закончив год вторым. В общей сложности бразилец выиграл за год шесть турниров и дважды проиграл в финалах. Несмотря на неудачное окончание сезона, он оставался кумиром в Бразилии, выпустившей в его честь почтовую марку.

### Спад результатов
После трёх успешных сезонов подряд в феврале 2002 года Куэртен перенёс операцию правого бедра, после чего в его игре наметился явный спад. К середине сезона он даже выбыл за пределы Top-50 в рейтинге. Однако к осени бразилец набрал хорошую физическую форму. На US Open бразилец впервые за сезон одолел игрока из топ10, победив во втором круге вторую ракетку мира Марата Сафина в трех сетах, но в четвертом проиграл Шенгу Схалкену. После US Open бразилец сумел вернуться в число 50 лучших теннисистов мира после того, как завоевал свой первый и единственный титул сезона в Открытом чемпионате Бразилии в сентябре. В октябре бразилец сыграл также в финале в Лионе (победил Сафина и Клемана, проиграл в финале французу Полю-Анри Матьё). В парах он впервые за семь лет не выиграл ни одного турнира, хотя и играл в двух финалах, в том числе осенью в турнире высшей категории в Париже. На Мастерсах в Мадриде и Париже проиграл в первых же раундах, завершил сезон на 37 месте.
В 2003 году Куэртен сумел вернуться в двадцатку сильнейших после выхода в финал супертурнира в Индиан-Уэллс, по пути в который он переиграл Роджера Федерера, занимавшего в рейтинге четвёртую строчку. Но полуфинал, в котором он со счётом 6-2, 3-6, 6-2 прошёл немца Райнера Шуттлера, и финал Куэртен был вынужден играть в один день, и поэтому в финале потерпел разгромное поражение от возглавляющего рейтинг Ллейтона Хьюитта. Больше до конца года он уже не выигрывал у соперников из первой десятки, хотя сохранил место в двадцатке благодаря победе в конце сезона в турнире в Санкт-Петербурге. В сентябре Куэртен потерпел два поражения в трёх играх стыкового матча Кубка Дэвиса с командой Канады, и бразильцы вылетели из Мировой группы, где выступали последние семь лет. 

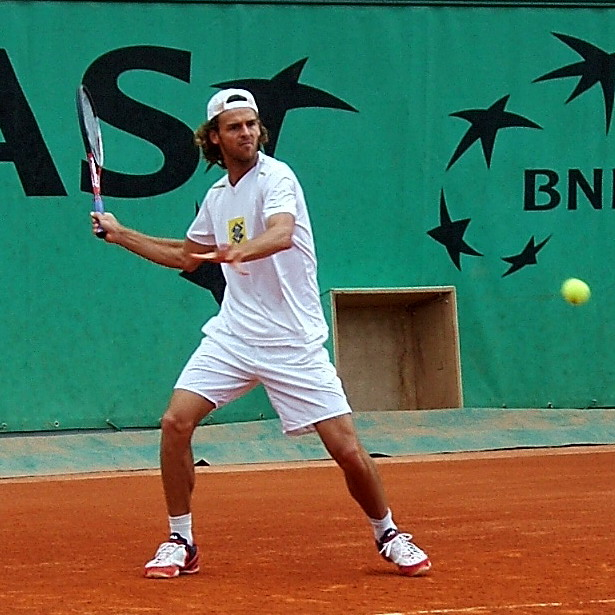
Куэртен на Ролан Гаррос 2005 года

В феврале и начале марта 2004 года Куэртен вышел в два последних за карьеру финала турниров АТР, проиграв в Сантьяго 36-й ракетке мира, хозяину корта Фернандо Гонсалесу и победив в Открытом чемпионате Бразилии в Баие. На Открытом чемпионате Франции он дошёл до четвертьфинала, обыграв в третьем раунде в трех сетах Федерера, к этому моменту возглавившим рейтинг, но проиграл такому же специалисту по грунтовым кортам, восьмой ракетке мира Давиду Налбандяну. Проиграв в первом круге Олимпиады в Афинах будущему чемпиону Николасу Массу, а в первом круге Открытого чемпионата США датчанину Кристиану Прессу, занимающему в рейтинге место в середине четвёртой сотни, Куэртен зачехлил ракетку до конца года, который закончил на сороковой позиции. Травма бедра заставила его лечь на новую операцию, после которой последовало долгое восстановление. 

### Завершение карьеры
В 2005 году Куэртен провёл всего 12 матчей в одиночном разряде в девяти турнирах, а в парах не выступал совсем; примерно таким же было его участие в международных турнирах и в следующие несколько лет. В 2007 году он в последний раз сыграл за сборную в Кубке Дэвиса, проиграв в паре с Андре Са, как и в двух предыдущих матчах, а последние игры в индивидуальных турнирах провёл в 2008 году, распрощавшись с кортом после очередного Открытого чемпионата Франции, где в первом раунде в трех сетах проиграл местному спортсмену Полю-Анри Матьё 3-6, 4-6, 2-6.
В 2010 году Густаво Куэртен был удостоен высшей награды Международной федерации тенниса (ITF) — Премии Филиппа Шатрие — за свои спортивные достижения и благотворительную деятельность. В 2012 году было объявлено, что имя Куэртена будет включено в списки Международного зала теннисной славы. Накануне открытия Олимпийских игр 2016 года сообщалось, что ему будет доверено зажечь Олимпийский огонь, но в итоге он лишь внёс факел на стадион, а честь зажечь олимпийскую чашу досталась марафонцу Вандерлею Кордейру ди Лиме, которому в 2004 году лишь нападение болельщика помешало стать олимпийским чемпионом.

## Стиль игры
Как и многие другие теннисисты из иберийских и латиноамериканских стран, Куэртен лучше всего играл на грунтовых кортах. 18 из 29 его финалов в одиночном разряде и 14 из 20 побед (а также семь из восьми побед в парах) приходятся именно на этот вид покрытия. Он был обладателем мощной подачи, нередко выполнял эйсы, хорошо играл на задней линии и, как отмечает Алекс Корретха, умело использовал такое оружие, как игру вдоль боковой линии корта, часто выигрывая такие мячи. Куэртен редко, но неплохо играл у сетки. Такие качества делали его конкурентспособным и на других видах покрытия: об этом свидетельствуют как его победы в Кубке Мастерс 2000 года и Cincinnati Masters 2001 года, проводившихся на хардовом покрытии, так и положительный баланс встреч на хардовых кортах с Маратом Сафиным и Роджером Федерером. 
Статистика личных встреч с другими теннисистами, бывшими первыми ракетками мира
| Соперник            | На грунте | На других покрытиях |
| ------------------- | --------- | ------------------- |
| Джим Курье          | 0-1       | -                   |
| Пит Сампрас         | -         | 1-2                 |
| Андре Агасси        | -         | 4-7                 |
| Томас Мустер        | 2-0       | 1-0                 |
| Марсело Риос        | 1-0       | 1-2                 |
| Карлос Мойя         | 4-2       | 0-1                 |
| Евгений Кафельников | 4-1       | 3-4                 |
| Патрик Рафтер       | 2-0       | 2-4                 |
| Марат Сафин         | 1-1       | 3-2                 |
| Ллейтон Хьюитт      | 0-1       | 1-2                 |
| Хуан Карлос Ферреро | 2-2       | 0-1                 |
| Энди Роддик         | -         | 1-1                 |
| Роджер Федерер      | 1-1       | 1-0                 |

## Финалы турниров Большого шлема в одиночном разряде (3)

### Победы (3)
| Год  | Турнир            | Соперник       | Счёт             |
| 1997 | Roland Garros     | Серхи Бругера  | 6-3 6-4 6-2      |
| 2000 | Roland Garros (2) | Магнус Норман  | 6-2 6-3 2-6 7-66 |
| 2001 | Roland Garros (3) | Алекс Корретха | 6-73 7-5 6-2 6-0 |

## Участие в финалах турниров за карьеру
| Легенда                                     |
| ------------------------------------------- |
| Большой шлем (3)                            |
| Чемпионат мира АТР / Кубок Мастерс (1)      |
| Mercedes Benz Super 9 / Masters Series (11) |
| ATP Championship Series / ATP Gold (7)      |
| ATP World / ATP International (17)          |

### Одиночный разряд (29)

#### Победы (20)
| №   | Дата        | Турнир                              | Покрытие | Соперник в финале | Счёт в финале            |
| --- | ----------- | ----------------------------------- | -------- | ----------------- | ------------------------ |
| 1.  | 26 мая 1997 | Открытый чемпионат Франции          | Грунт    | Серхи Бругера     | 6-3, 6-4, 6-2            |
| 2.  | 20 июл 1998 | Штутгарт, Германия                  | Грунт    | Кароль Кучера     | 4-6, 6-2, 6-4            |
| 3.  | 28 сен 1998 | Мальорка, Испания                   | Грунт    | Карлос Мойя       | 6-75, 6-2, 6-3           |
| 4.  | 19 апр 1999 | Монте-Карло, Монако                 | Грунт    | Марсело Риос      | 6-4, 2-1 отказ           |
| 5.  | 10 мая 1999 | Открытый чемпионат Италии           | Грунт    | Патрик Рафтер     | 6-4, 7-5, 7-66           |
| 6.  | 28 фев 2000 | Сантьяго, Чили                      | Грунт    | Мариано Пуэрта    | 7-63, 63                 |
| 7.  | 15 мая 2000 | Гамбург, Германия                   | Грунт    | Марат Сафин       | 6-4, 5-7, 6-4, 5-7, 7-63 |
| 8.  | 29 мая 2000 | Открытый чемпионат Франции (2)      | Грунт    | Магнус Норман     | 6-2, 6-3, 2-6, 7-66      |
| 9.  | 14 авг 2000 | Индианаполис, США                   | Хард     | Марат Сафин       | 3-6, 7-62, 7-62          |
| 10. | 27 ноя 2000 | Кубок Мастерс, Лиссабон, Португалия | Хард (i) | Андре Агасси      | 6-4, 6-4, 6-4            |
| 11. | 19 фев 2001 | Буэнос-Айрес, Аргентина             | Грунт    | Хосе Акасусо      | 6-1, 6-3                 |
| 12. | 26 фев 2001 | Акапулько, Мексика                  | Грунт    | Гало Бланко       | 6-4, 6-2                 |
| 13. | 16 апр 2001 | Монте-Карло (2)                     | Грунт    | Хишам Арази       | 6-3, 6-2, 6-4            |
| 14. | 28 мая 2001 | Открытый чемпионат Франции (3)      | Грунт    | Алекс Корретха    | 6-73, 7-5, 6-2, 6-0      |
| 15. | 16 июл 2001 | Штутгарт (2)                        | Грунт    | Гильермо Каньяс   | 6-3, 6-2, 6-4            |
| 16. | 6 авг 2001  | Цинциннати, США                     | Хард     | Патрик Рафтер     | 6-1, 6-3                 |
| 17. | 9 сен 2002  | Баия, Бразилия                      | Хард     | Гильермо Кориа    | 6-74, 7-5, 7-62          |
| 18. | 6 янв 2003  | Окленд, Новая Зеландия              | Хард     | Доминик Грбаты    | 6-3, 7-5                 |
| 19. | 20 окт 2003 | Санкт-Петербург, Россия             | Хард (i) | Саргис Саргисян   | 6-4, 6-3                 |
| 20. | 23 фев 2004 | Баия (2)                            | Грунт    | Агустин Кальери   | 3-6, 6-2, 6-3            |

#### Поражения (9)
| №  | Дата        | Турнир               | Покрытие | Соперник в финале   | Счёт в финале           |
| -- | ----------- | -------------------- | -------- | ------------------- | ----------------------- |
| 1. | 9 июн 1997  | Болонья, Италия      | Грунт    | Феликс Мантилья     | 6-4, 2-6, 1-6           |
| 2. | 28 июл 1997 | Монреаль, Канада     | Хард     | Крис Вудрафф        | 5–7, 6–4, 3–6           |
| 3. | 20 мар 2000 | Майами, США          | Хард     | Пит Сампрас         | 1-6, 7-62, 6-75, 6-78   |
| 4. | 8 мая 2000  | Рим, Италия          | Грунт    | Магнус Норман       | 3-6, 6-4, 4-6, 4-6      |
| 5. | 7 мая 2001  | Рим (2)              | Грунт    | Хуан Карлос Ферреро | 6-3, 1-6, 6-2, 4-6, 2-6 |
| 6. | 13 авг 2001 | Индианаполис, США    | Хард     | Патрик Рафтер       | 2-4 отказ               |
| 7. | 7 окт 2002  | Лион, Франция        | Ковёр    | Поль-Анри Матьё     | 6-4, 3-6, 1-6           |
| 8. | 10 мар 2003 | Индиан-Уэллс, США    | Хард     | Ллейтон Хьюитт      | 1-6, 1-6                |
| 9. | 9 фев 2004  | Винья-дель-Мар, Чили | Грунт    | Фернандо Гонсалес   | 5-7, 4-6                |

### Парный разряд (10)

#### Победы (8)
| №  | Дата        | Турнир              | Покрытие | Партнёр           | Соперники в финале                | Счёт в финале |
| -- | ----------- | ------------------- | -------- | ----------------- | --------------------------------- | ------------- |
| 1. | 4 ноя 1996  | Сантьяго, Чили      | Грунт    | Фернанду Мелигени | Дину Пескариу Альберт Портас      | 6-4, 6-2      |
| 2. | 7 апр 1997  | Оэйраш, Португалия  | Грунт    | Фернанду Мелигени | Андреа Гауденци Филиппо Мессори   | 6-2, 6-2      |
| 3. | 9 июн 1997  | Болонья, Италия     | Грунт    | Фернанду Мелигени | Дейв Рэндолл Джек Уэйт            | 6-2, 7-5      |
| 4. | 14 июл 1997 | Штутгарт, Германия  | Грунт    | Фернанду Мелигени | Дональд Джонсон Франсиско Монтана | 6-4, 6-4      |
| 5. | 6 июл 1998  | Гштад, Швейцария    | Грунт    | Фернанду Мелигени | Даниэль Орсанич Цирил Сук         | 6-4, 7-5      |
| 6. | 4 янв 1999  | Аделаида, Австралия | Хард     | Николас Лапентти  | Патрик Гэлбрайт Джим Курье        | 6-4, 6-4      |
| 7. | 28 фев 2000 | Сантьяго (2)        | Грунт    | Антониу Приету    | Лен Бейл Пит Норвал               | 6-2, 6-4      |
| 8. | 26 фев 2001 | Акапулько, Мексика  | Грунт    | Дональд Джонсон   | Дэвид Адамс Мартин Гарсия         | 6-3, 7-65     |

#### Поражения (2)
| №  | Дата        | Турнир         | Покрытие | Партнёр       | Соперники в финале           | Счёт в финале |
| -- | ----------- | -------------- | -------- | ------------- | ---------------------------- | ------------- |
| 1. | 9 сен 2002  | Баия, Бразилия | Хард     | Андре Са      | Марк Мерклейн Скотт Хамфрис  | 3-6, 6-71     |
| 2. | 28 окт 2002 | Париж, Франция | Ковёр    | Седрик Пьолин | Фабрис Санторо Николя Эскюде | 3-6, 6-76     |

## Интересные факты
- Куэртен является поклонником малоизвестного футбольного клуба «Аваи» из его родного Флорианополиса.
- Все 3 раза, когда Куэртен побеждал на Открытом чемпионате Франции, в четвертьфинале он обыгрывал россиянина Евгения Кафельникова, причём дважды (1997 и 2000) бразилец уступал по ходу матча 1-2 по сетам.